# Вихра
Вихра (рус. Викра; блр. Віхра) руско-белоруска је река која протиче перко територија Смоленске и Могиљовске области.
Река Вихра извире на јужним деловима Смоленског побрђа, југоисточно од села Коритња у Смоленском рејону. Тече у смеру југ-југоисток и након 128 km тока улива се у реку Сож као њена десна притока, код засеока Понарв у Мсциславском рејону Могиљовске области. Највећи део њеног тока прелази преко територије Монастиршчинског рејона. Припада сливу реке Дњепар и Црног мора.
Типична је равничарска река са доста малим падом, у просеку 0,4 метра по километру тока, те је карактерише јако изражено меандрирање корита.
Најважније притоке су Городња и Молоховка.